# Progradungula carraiensis
Progradungula carraiensis is een spinnensoort uit de familie Gradungulidae. De soort komt alleen voor in de vochtige bossen en grotten van het Nationaal park Carrai in het noorden van New South Wales, Australië en is de typesoort van het geslacht Progradungula.
Deze spinnen zijn 8 tot 12 mm groot met lange, slanke benen. Ze zijn gespecialiseerd in het vangen van insecten die zich voeden met guano.